# CD64
CD64 (англ. Cluster of Differentiation 64) — мембранный белок, гликопротеин, Fc-рецептор к мономерным иммуноглобулинам изотипа IgG с высокой аффинностью. Обозначается как Fc-гамма-рецептор 1 (FcγRI). После связывания IgG белок CD64 взаимодействует с гамма-цепью (γ-цепью), в которой расположен мотив ITAM, запускающий клеточную активацию. Существуют 3 типа CD64: CD64A, CD64B и CD64C.

## Структура
CD64 состоит из сигнального пептида, 3 внеклеточных иммуноглобулиновых доменов типа C2, которые связывают иммуноглобулин, и короткого цитоплазматического фрагмента.

## Тканевая специфичность
CD64 постоянно экспрессирован только на макрофагах и моноцитах. Может экспрессирован на гранулоцитах после активации клеток цитокинами, такими как интерферон-гамма IFNγ и G-CSF.
Наличие CD64 на поверхности нейтрофилов является признаком инфекции и сепсиса.

## Типы
У человека существует 3 сходных белка CD64: FcγRIA (CD64A), FcγRIB (CD64B) и FcγRIC (CD64C), все три гена которых локализованы на 1-й хромосоме.